# Makassar
Makassar (fra 1971 til 1999: Ujung Pandang) er en by på det sydlige Sulawesi i Indonesien, hovedstad i delstaten Sydsulawesi. Byen har et indbyggertal på cirka 1.338.663 (2010) og blev grundlagt i 1607.